# Red Link
Red Link Link es una empresa de capitales argentinos creada en 1988, líder en servicios informáticos de alta calidad. Su principal competidor en el mercado argentino es Banelco.
Brinda servicios a las principales entidades financieras, tarjetas de crédito y otros clientes en áreas de cajeros automáticos, home banking, banca empresas, soluciones mobile y de seguridad, procesamiento de información y recaudaciones de servicios e impuestos.
Como empresa protagonista en esta nueva economía digital, realiza una búsqueda constante de nuevos modelos de desarrollo, y mantiene su vocación por convertirse en socio tecnológico de sus clientes, entendiendo las problemáticas de su negocio, proveyendo y administrando soluciones de TI que agregan valor.
Link ha definido su estrategia de infraestructuras basada en la seguridad y robustez de su red y operaciones, inversión tecnológica permanente e innovación en desarrollos de calidad. Así lo demuestran sus credenciales y certificaciones de clase mundial y sus alianzas con los principales proveedores tecnológicos. a organismos gubernamentales.

## Bancos que operan con Link
- Banco Bica
- Banco Ciudad de Buenos Aires
- Banco CMF
- Banco Coinag
- Banco Credicoop Coop. Ltda.
- Banco de Comercio
- Banco de Corrientes
- Banco Columbia
- Banco de Formosa
- Banco de la Nación Argentina
- Banco de La Pampa

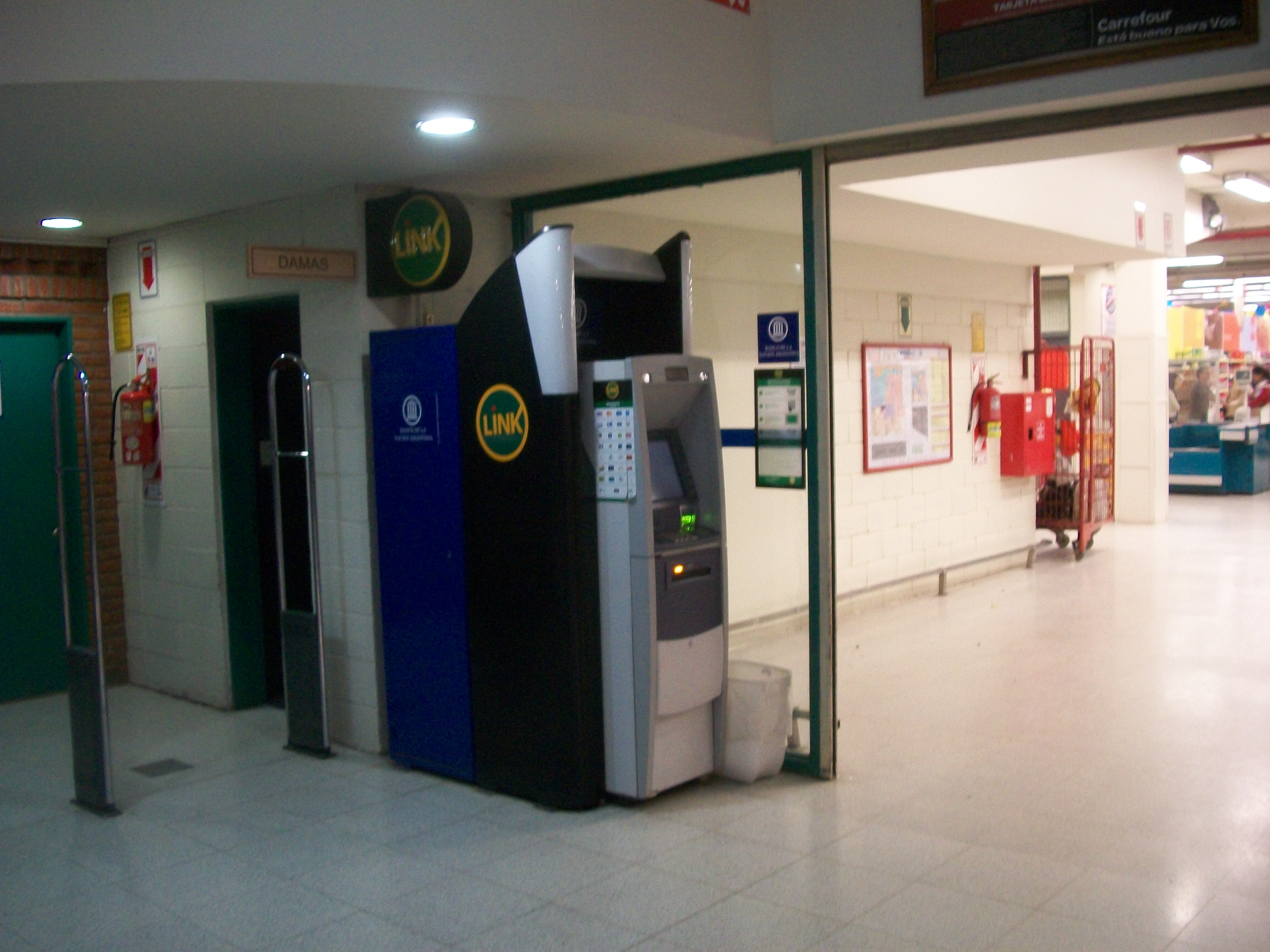
Cajero automático Link ubicado en un hipermercado Carrefour en la ciudad de Tandil (Argentina).

- Banco de la Provincia de Buenos Aires
- Banco de la Provincia de Córdoba
- Banco del Chubut
- Banco Dino
- Banco Entre Ríos
- Banco Hipotecario
- Banco Industrial
- Banco Interfinanzas
- Banco Mariva
- Banco Masventas
- Banco Meridian
- Banco Municipal
- Banco Piano
- Banco Provincia del Neuquén
- Banco Rioja
- Banco Roela
- Banco Sáenz
- Banco San Juan
- Banco Santa Cruz
- Banco Santa Fe
- Banco Santiago del Estero
- Banco Tierra del Fuego
- Crédito Regional Cía. Financiera
- Efectivo Sí
- Montemar Cia. Financiera
- Nuevo Banco del Chaco